# 흠성황후 (북송)
흠성황후 주씨(欽成皇后 朱氏, 1052년 ~ 1102년 3월 6일(음력 2월 16일))는 북송 신종(神宗)의 측실이자 철종(哲宗)의 생모이다. 철종이 즉위하여 황태후가 되었고 사후 황후로 추존되었다.

## 생애
개봉 출신이며, 본래의 성은 최씨(崔氏)이고 최걸(崔傑)의 딸이다. 아버지를 일찍 여의었기 때문에 어머니 이씨(李氏)가 그녀를 데리고 주사안(朱士安)에게 재가하면서 계부의 성인 주씨(朱氏)로 성을 바꿨다. 이후 가세가 기울자 임씨(任氏) 집안의 양녀가 되었다.
1068년(희녕 원년), 입궁하였으며 재인과 첩여를 거쳐 덕비(德妃)로 진봉되었다. 신종과의 사이에서 철종을 비롯하여 2남 1녀를 낳았다. 1085년 철종이 즉위하자 어머니 주씨를 성서황태비(聖瑞皇太妃)로 존숭하였다. 당시에 신종의 황후인 흠성헌숙황후가 있었기 때문에 시어머니인 선인성렬황후에 의해 황태후가 아닌 황태비로 진봉된 것이다.
1088년(원우 3년), 선인태황태후는 조칙을 내려 《춘추(春秋)》의 '모이자귀(母以子貴, 어머니는 아들로 인해 귀해진다)' 구절을 인용하여 황태비 주씨가 궁중 출입시에 사용하는 수레의 덮개나 그 외에 의복이나 전위 등을 황후의 의례에 맞게 격상시켰다. 이후 태황태후가 죽고 아들 철종이 친정을 시작하면서 그녀의 생부, 계부, 양부 모두에게 태사와 태보의 직책을 추서하였다.
1100년(원부 3년), 철종이 후사 없이 붕어하자 재상 장돈(章惇)은 철종의 동복동생이며 주태후의 차남인 초왕(楚王) 조사(趙似)가 황위를 이어야 한다고 주장하였고, 황태후 상씨는 신종의 11남인 단왕(端王) 조길(趙佶)을 후계자로 지목하였다. 황태후 상씨는 철종과 초왕 조사의 생모인 주태후의 세력이 커질것을 염려하여 이를 강하게 반대했다. 결국 상태후는 대신들을 규합하여 장돈의 뜻을 물리치고, 이미 생모가 죽고 없는 진미인 소생의 단왕 조길(휘종)을 후계자로 정하여 즉위시켰다.
1102년(숭녕 원년), 51세의 나이로 사망하였다. 사후 황후로 추존되어 '흠성(欽成)'의 시호를 받고 영유릉에 묻혔다.

## 가족 관계

### 부모
- 부 : 숭국공(崇國公) 최걸(崔傑)
- 계부 : 주사안(朱士安)
- 양부 : 강국공(康國公) 임정화(任廷和)
- 모 : 초국태부인(楚國太夫人) 이씨(李氏)

### 남편
- 신종(神宗, 1048년 ~ 1085년) : 북송의 제6대 황제

### 자녀

#### 황자
1. 철종(哲宗, 1077년 ~ 1100년) : 북송의 제7대 황제
2. 초왕(楚王) 조사(趙似, 1083년 ~ 1106년)

#### 황녀
1. 서국공주(徐國公主, 1085년 ~ 1115년)